# 金子智栄子
金子 智栄子（かねこ ちえこ、1955年9月 - ）は、日本の心理学者（保育心理学・教育心理学）で臨床心理士であり、保育者養成におけるマイクロティーチングの第一人者。

## 経歴
1979年千葉大学教育学部小学校教員養成課程教育心理学選修卒業。1981年日本女子大学大学院家政学研究科児童学専攻修士課程修了。植草幼児教育専門学校の専任講師に就任し、保育者養成に携わる。千葉大学、和洋女子大学、富山大学、十文字学園女子大学、学習院大学の非常勤講師、富山国際大学教職課程の専任講師・助教授、文京学院大学人間学部・同大学院の教授を経て、2024年度からは埼玉純真短期大学特任教授として保育者養成や現職保育者研修に携わっている。2021年度より放送大学客員教授。2024年度より文京学院大学名誉教授、社会福祉法人 恩賜財団済生会評議員。2011年度に保育者の力量形成に関する実践的研究で昭和女子大学にて博士（学術）の学位を取得。

## 学位
- 2011年度　学術博士（論文）（昭和女子大学　乙第71号）取得

## 日本舞踊
その一方で、日本舞踊の花柳流の名取（芸名・花柳寿院）として、文京学院大学の学内公認クラブ「日本舞踊研究会」（2019年度からは日本文化研究会と改名）の顧問を2023年度まで務め、日本舞踊の素晴らしさを学生に伝えた。金子名誉教授は、花柳流名取歴 4８年を誇り、東京新聞が主催する格調高い舞踊会である「推薦名流舞踊大会」（三宅坂 国立大劇場、又は浅草公会堂）に26回出演し、2回表彰されている。なお流派を超えた古典舞踊研究会「たつな会」では運営メンバーとして、長年出演している。「たつな会」の初演は、昭和42(1967)年1月で58年以上の歴史があり、日本舞踊家のプロの発表の場でもある。2024年11月で公演回数は456回を迎えた。また、2000年にはユネスコ機関主催のシベニック市(クロアチア)世界子どもの祭典に招聘され、日本舞踊を披露した。2006年にはインターナショナル・シアターズ・フランクフルト(ドイツ)にて「長唄 藤娘」で出演するなど、国内外で日本舞踊の普及に貢献している。

## 主要な著作
- 2019年　アクティブ・ラーニングで学生の主体的学びをつくりだす：BGUの魅力ある授業づくり（共著）北樹出版
- 2018年　保育者の力量を磨くーコンピテンス養成とストレス対処ー（共著）ナカニシヤ出版
- 2018年　教育相談とカウンセリングー子どもの発達理解を基盤にしてー（編著）樹村房
- 2013年　保育者の力量形成に関する実践的研究ー有効な保育者養成と現職研究のあり方を求めてー（単著）風間書房
- 2013年　イラストでよくわかる0〜6歳児の発達と保育（監修）成美堂出版
- 2012年　身近なおもちゃでできる！赤ちゃんの知能開発あそび（監修）メイツ出版
- 2006年　子どもの発達理解とカウンセリング（編著）樹村房
- 2003年　保育ライブラリー　乳幼児心理学（共著）北大路書房
- 2002年　共に育ち合う保育者をめざして（編著）ナカニシヤ出版
- 1998年　乳幼児発達心理学（共著）福村出版
- 1997年　読んでわかる教育心理学（共著）紫峰図書
- 1996年　事例で学ぶ生徒指導・教育相談（小学校編）（共著）建帛社
- 1996年　育み・かかわり・学びあう（共著）福村出版
- 1995年　今いじめられている君へーカウンセラー50人からの手紙ー（共著）教育開発研究所
- 1992年　発達と学習ー現代教育心理学のすすめー（共著）福村出版
- 1992年　教育・保育実習（共著）チャイルド本社
- 1991年　社会性の発達心理学（共著）福村出版
- 1991年　学級集団の理論と実践ー教育学と教育心理学の統合的発展をめざしてー（共著）福村出版
- 1988年　保育シリーズ４「教育心理学」（共著）学術図書出版
- 1985年　子どもの発達心理学（共著）福村出版
- 1984年　乳幼児心理学（共著）福村出版
- 1984年　幼稚園・保育園実習（共著）チャイルド出版
- 1983年　現代心理学の探究（共著）福村出版